# Sävja
 Coordenadas : formato inválido
Sävja é um bairro da cidade de Uppsala, classificado como localidade do município de Uppsala, na província histórica de Uppland, na Suécia.  Tem cerca de 9 684 habitantes. 